# Resident Evil Village
Resident Evil Village är ett överlevnadsskräckspel från 2021 utvecklat och publicerat av Capcom. Det är uppföljaren till Resident Evil 7: Biohazard (2017). Spelaren kontrollerar Ethan Winters, som söker efter sin kidnappade dotter i en by fylld med muterade varelser. Village innehåller överlevnadsskräckelement från tidigare Resident Evil-spel, med spelare som letar efter föremål och hanterar resurser. Det lägger dock till mer actioninriktat spelande, med högre fiendeantal och större betoning på strid.
Resident Evil: Village tillkännagavs vid PlayStation 5-avslöjandet i juni 2020 och släpptes den 7 maj 2021 för Microsoft Windows, Playstation 4, Playstation 5, Stadia, Xbox One och Xbox Series X/S. Den fick allmänt positiva recensioner, med beröm för sitt spelande, inställning och variation, men kritik för sina pussel, boss fights och prestandaproblem i Windows-versionen. Resident Evil: Village vann utmärkelser som Årets spel vid Golden Joystick Awards. 

## Spel
Liksom sin föregångare, Resident Evil 7: Biohazard, använder Resident Evil Village ett förstapersonsperspektiv. Det ligger i en snörik utforskningsbar östeuropeisk by, beskriven som "dragen direkt från den viktorianska eran". Byn är mycket större och mer uppslukande än sin föregångare. Strukturer och byggnader i den centrala byn kan klättras på och användas för att bekämpa fiender. Jämfört med Biohazard är spelet mer actionfokuserat, med huvudpersonen Ethan Winters nu utrustad med fler stridsfärdigheter på grund av militär träning. Spelets primära fiender, de varulvsliknande Lycans, är inte bara smidiga och intelligenta, utan kan använda vapen och attackera i flock, vilket tvingar spelaren att tänka om sin strategi om huruvida de ska använda sparsam ammunition, använda närstrid eller helt enkelt springa iväg. I likhet med Resident Evil 4 (2005) kan provisoriska barrikader användas för att avvärja fiender.
Lagerhanteringsmekaniken liknar den i Resident Evil 4, med en portfölj och möjligheten att flytta och rotera föremål för bättre lagringsutrymme. Spelare kan köpa förnödenheter, vapen, uppgraderingar och föremål från en handlare, kallad hertigen. Spelarna kan också jaga djur i byn och få dem tillagade till rätter av hertigen. Att äta tillbehör gör att spelaren kan få vissa fördelar som att minska skadorna när de blockerar. Skatter och samlarföremål kan hittas runt om i byn och säljas till hertigen för valuta.
Spelare kan manuellt spara spelets framsteg genom att hitta och använda skrivmaskiner, som ersätter bandspelaren som finns i Resident Evil 7 och markerar deras första framträdande i ett huvudspel sedan Resident Evil 4. En karta över byn kan nås från pausmenyn, samt en dagbok med skisser som sammanfattar spelarens framsteg i berättelsen hittills. Två nya funktioner som lades till i spelet var fotoläge, som gav spelare möjlighet att skärmdumpa ögonblick i spelet, och en knapp för att hoppa över mellansekvenser. I likhet med Resident Evil 3 (2020), kommer Resident Evil Village att inkludera ett online multiplayer-spel, Resident Evil RE:Verse, som försenades till sommaren 2021, och blev senare ytterligare försenat till 2022. Mercenaries Mode gör också ett återkommande framträdande i Village. Liksom sina tidigare Resident Evil-inlägg är det ett spelläge i arkadstil.

## Synopsis

### Miljö
Resident Evil Village utspelar sig tre år efter händelserna i Resident Evil 7, till stor del den 9 februari 2021. Ethan Winters återvänder som huvudpersonen. Ethan bor med sin fru Mia och 6 månader gamla dottern Rosemary när Chris Redfield – huvudpersonen i tidigare Resident Evil-inlägg – och hans män plötsligt dyker upp, mördar hans fru kallblodigt och kidnappar honom och hans dotter, och tar med sig dem till en mystisk europeisk by. Ethan måste korsa byn för att rädda Rosemary. Byn invaderas av varulvsliknande mutanter som kallas Lycans och styrs av fyra olika mutanthärskare, som var och en kontrollerar sina egna styrkor från fästen i byn. Lady Alcina Dimitrescu, en ovanligt lång vampyraristokrat, bor på slott Dimitrescu med sina tre döttrar Bela, Cassandra och Daniela, och muterade kvinnliga skötare. Den hallucinationsframkallande och spökliknande Donna Beneviento härskar från sin herrgård, hus Beneviento, och agerar genom sin docka Angie. Den groteska Salvatore Moreau verkar från en reservoar i närheten av byn och beskrivs som en "vattenande". Karl Heisenberg, som kan manipulera magnetfält, leder en grupp Soldat-simulacrum från en samtida fabrik. Alla hus svarar på en högsta ledargestalt som heter Mother Miranda, härskaren i byn som är en "närvaro som dyrkas av byborna."

### Handling
Tre år efter Resident Evil 7 har Ethan och Mia flyttats till Europa av Chris Redfield för att börja ett nytt liv med sin nyfödda dotter Rosemary. En natt plundrar Chris och hans Hound Wolf-grupp huset, mördar Mia och för bort Ethan och Rosemary. Ethan vaknar bredvid den kraschade transportbilen de åkte i och når en närliggande by som terroriseras av varulvsliknande varelser som kallas Lycans. Ethan kan inte rädda de återstående byborna och fångas och förs inför byns präst Moder Miranda och hennes härskare: Alcina Dimitrescu, Donna Beneviento, Salvatore Moreau och Karl Heisenberg. Ethan undkommer en dödsfälla gjord av Heisenberg och ger sig in i Dimitrescus slott för att hitta Rosemary, med stöd av en mystisk lokal handlare känd som hertigen. Ethan eliminerar Dimitrescu och hennes döttrar och hittar en burk som innehåller Rosemarys huvud. Hertigen förklarar att Miranda placerade Rosemarys kroppsdelar i fyra olika flaskor för en speciell ritual och att hon kan återställas om Ethan hittar de andra flaskorna som innehas av de återstående härskarna.
Medan han dödar Beneviento och Moreau för deras flaskor, får Ethan veta att Hound Wolf också är i byn. Ethan klarar ett test från Heisenberg för den fjärde flaskan och bjuds in till Herrens fabrik där Heisenberg erbjuder ett förslag om att besegra Miranda tillsammans. Ethan vägrar när han får veta att Heisenberg tänker beväpna Rosemary och flyr. Ethan möter och konfronterar Chris över Mias död, och lär sig att "Mia" som Chris dödade var Miranda i förklädnad. Chris avslöjar att Miranda besitter kraften i mimik och försökte kidnappa Rosemary, vilket lyckades när hon kraschade transportbilen. Chris förstör Heisenbergs fabrik medan Ethan använder en provisorisk stridsvagn för att besegra Heisenberg. Miranda konfronterar Ethan och dödar honom efter att hon avslöjar sina planer på att ta Rosemary som sin egen.
När han bevittnar Ethans död, leder Chris Hound Wolf att fånga Rosemary medan en attackstyrka för Bioterrorism Security Assessment Alliance (BSAA) distraherar Miranda. Chris går in i en grotta under byn och upptäcker en Megamycete (kallad "svamproten" (菌根, kin kon) och den "svarta guden" (黒き神, kuroki kami) i det japanska spelet), källan till mögelsvampen. Han planterar en bomb på Megamyceten och hittar Mirandas labb och lär sig att hon har levt ett sekel sedan hon kom i kontakt med Megamyceten och var en mentor till Umbrella Corporations grundare Oswell E. Spencer; Oswell använde Mirandas kunskap för att så småningom utveckla t-viruset. Miranda experimenterade med svampen i ett försök att återuppliva sin dotter, Eva, som hade gått bort på grund av spanska sjukan; de fyra härskarna, Lycans och Eveline var misslyckade experiment. Miranda hittade en lämplig värd med Rosemary på grund av hennes speciella förmågor som ärvts från Ethan och Mia. Chris räddar också den fängslade Mia och får veta att Ethan fortfarande lever när Mia avslöjar sin makes krafter.
Ethan återupplivas efter att ha stött på Eveline i limbo som avslöjar att han dödades i sitt första möte med Jack Baker i Dulvey, men återupplivades av hennes mögel som gav honom regenerativa krafter. Hertigen tar med Ethan till den rituella platsen där Miranda försöker återuppliva Eva, men Miranda lyckas bara återuppliva Rosemary. En arg Miranda slåss mot Ethan, som dödar henne, innan Megamyceten dyker upp från marken. Ethan, där hans kropp försämras från att hans regenerativa krafter har nått sin gräns, offrar sig själv för att detonera bomben som planterats på Megamyceten, medan Chris transporterar Mia och Rosemary i säkerhet. När Mia sörjer förlusten av Ethan, upptäcker Chris att BSAA-soldaterna som skickades till byn var organiska biovapen och beordrar hans trupp att bege sig till BSAA:s europeiska högkvarter.
I en scen efter kreditering besöker en tonårig Rosemary Ethans grav innan han kallas bort för ett uppdrag på uppdrag av en okänd organisation. När hon och hennes eskort kör iväg i fjärran, ses en okänd figur närma sig deras fordon.

## Utveckling
Resident Evil Village var under utveckling i cirka tre och ett halvt år innan avslöjandet i juni 2020. Capcom bad Resident Evil-teamet att starta utvecklingen den 8 augusti 2016, medan Resident Evil 7 fortfarande var ungefär ett halvt år innan release, enligt regissören Morimasa Sato. Utan att ha RE7:s släpp för att bedöma dess framgång, behöll teamet de första designerna kring de centrala rötter för överlevnadsskräckspel som hade varit i Resident Evil 4 (RE4) och som hade återvänt till RE7. Under denna tidiga period kom de på konceptet med byn som det centrala temat, inspirerat av RE4, där byn också var en central plats såväl som många av spelmekanikerna. Teamet använde RE4:s tillvägagångssätt för att skapa "en balans mellan strid, utforskning och pussellösning". Sato sa att för det nya spelet "tar vi med oss essensen av Resident Evil 4, medan Resident Evil 7 fungerar som basen för spelet". När vi ser tillbaka på användningen av skräck i RE7, sa producenten Tsuyoshi Kanda, "En av lärdomarna vi tog bort är att det här inte är något som är svart och vitt, det kommer alltid att ha ågon variation eller modifiering, och att ta reda på, OK, det här fungerade för Resident Evil 7, men istället för att replikera det, låt oss hitta en variant som fungerar för en bredare publik." Utvecklingsteamet valde en mer balanserad inställning till action och skräck för Village.
RE7 släpptes i januari 2017 och togs emot väl av kritiker och spelare, så laget bestämde sig för att göra nästa spel till en direkt uppföljare till RE7, med att behålla sin protagonist Ethan Winters som huvudkaraktär och behålla samma spelstil. Enligt Kanda bidrog detta också till att komplettera Ethans berättelse som lämnades öppen i RE7. Teamet hade fastnat för hans karaktär och arbetade för att skapa en historia för honom med de andra Resident Evil-teamen inom Capcom.
 

När de fortsatte att utveckla byn sa Sato att de ville ge spelarna mer frihet att lösa problem och göra den till "en skräckfilm som du kan spela". Kanda sa att de, precis som med RE4, kunde de införliva en mängd olika skräckteman i byn, vilket fick Capcom att beskriva byn som "en nöjespark av skräck". I motsats till tidigare Resident Evil-spel som i allmänhet har varit linjära framsteg, skapade laget en mer öppen världsstil, med valfria och hemliga områden, designade för att belöna spelaren för utforskning. Huvudhistorien förblev i en förinställd ordning att laget kände sig bäst för hur spelaren skulle uppleva det. De sa att jämfört med den klaustrofobiska känslan av Baker-herrgården i RE7, kom skräcken i spelet från osäkerheten om vad som lurar i "öppenheten" i byn, samtidigt som den lättade på "spänningskurvan". Sato uppgav också att byns snöiga väder var inspirerat av lagets resa till Europa för forskning för spelet, där de möttes av "en kyla, och att landskapet var täckt av snö. Detta inspirerade oss att implementera snölandskap i vårt spel. Vi använder snö inte bara för visuell presentation, utan också som spelelement.” Även om det är erkänt av Capcom som det åttonde huvudspelet i serien, och dess logotyp stiliserad för att inkludera den romerska siffran "VIII" för 8, stiliserade producenterna titeln för att betona "byaspekten" snarare än "8". I en Famitsu-intervju sa producenterna Kanda och Peter Fabiano att de betraktade byn som en karaktär och ville reflektera det i stiliseringen av titeln så att spelarna skulle komma ihåg den. Utvecklingen av spelet hämmades av covid-19-pandemin i Japan, vilket vid ett tillfälle stoppade utvecklingsprocessen i en månad.
"Du kommer att upptäcka att många av fienderna som dyker upp i Resident Evil Village är inspirerade av många figurer som du kan hitta i klassisk eller gotisk skräck. Men för att de skulle vara vettiga i Resident Evil-universumet var det absolut nödvändigt att döttrarna vara "levande varelser". Oavsett hur övernaturligt något kan verka, finns det alltid någon form av vetenskaplig förklaring till varför saker händer. Detta tillvägagångssätt är inte bara specifikt för Resident Evil Village, utan franchisen som helhet, och var något som vi var säkra på att ta itu med. När vi konstruerade berättelsen och hela omfattningen av spelet var det en aspekt som vi var mycket medvetna om."
—Morimasa Sato, Resident Evil Village: Meet Lady Dimitrescu's three daughters.
Liksom RE7 utvecklades Village med RE Engine. Enligt art director Tomonori Takano hämtade utvecklingsteamet inspiration från Resident Evil 4 eftersom de ville ha minnesvärda karaktärer att befolka byn. Takano sa att utvecklarna ville fortsätta med samma tillvägagångssätt som började med Resident Evil 7 genom att de ville gå bort från att helt enkelt använda element som zombies för att skrämma spelare utan skapade unika situationer och karaktärer som skulle skapa rädsla på nya sätt. Capcom hade övervägt att befolka spelets slott och by med hundratals häxor men fann det svårt att föreställa sig. Teamet bestämde sig för att byta riktning från häxor till vampyrer för Lady Dimitrescu och hennes döttrar, om än att undvika stereotypa vampyrer i populärkulturen. Slottet Dimitrescu inspirerades också av slottet Peleș i Rumänien.
De andra tre husen i byarna hämtade från andra klassiska gotiska skräckteman om varulvar, sjömän och spöken för Heisenberg, Moreau och Beneviento. Karl Heisenberg karakteriseras som en ingenjör med extravagant klädkänsla inspirerad av herrmode från 1960-talet; hans verksamhetsbas är inte täckt av snö till skillnad från de andra herrarnas, troligen på grund av den lägre höjden vid hans bas. Salvatore Moreau var tänkt som "den mest motbjudande karaktären på jorden"; hans domän var ursprungligen inspirerad av en frusen sjö som teamet såg under en forskningsresa i Östeuropa. House Beneviento främjade några av idéerna som teamet hade använt i Resident Evil 7, där Sato noterade att den helt beslöjade Donna Beneviento och hennes marionett Angie anses vara den läskigaste av de fyra herrarna av sina amerikanska kollegor, även om teamet närmade sig Angies design med en omedelbar effekt i åtanke snarare än att vara rent skrämmande. För den stora antagonisten Mother Miranda uppgav Takano att kråkor var det primära motivet i hennes design, och noterade att de var symboliska i spelets by, samt fungerade som ett övergripande designtema för spelet.
Lycans varulvsliknande design utvecklades med spelets gotiska skräckinställning i åtanke, med Sato som förklarade, "[De] skapades väldigt mycket av det faktum att vi ville skapa en fiende som representerade byn ... Vi designade den väldigt mycket mycket där detta är ett slags vridet resultat av en människa där vi hämtar mycket inspiration från varulvar, att kunna utnyttja den där gotiska skräckbilden."
Chris Redfield, en framstående huvudperson i flera Resident Evil-spelsedan det första spelet, framträder som en viktig karaktär i Village; dock visas han istället som mer skändlig i spelets trailers på grund av att han dödade Mia och kidnappade Rosemary, vilket förvånade långvariga fans. Kanda beskrev Chris framträdande i spelet som "en mycket mörkare, mer olycksbådande roll", i motsats till hans tidigare heroiska skildring i serien. Chris handlingar fungerar som ett stort mysterium för spelet, vilket Capcom ansåg var ett tillfälle att visa upp karaktärens utveckling för fans som redan var bekanta med honom. Chris blir så småningom spelbar mot slutet av Village, där spelet kort övergår från att vara ett överlevnadsskräckspel till ett mer actiontungt segment på grund av Chris veteranerfarenhet av att slåss mot biovapen, vilket Andy Kelly från PC Gamer såg som ett "katartiskt ögonblick för spelare som har noggrant bevarat ammunition fram till dess."
På E3 2021-kongressen meddelade Capcom att nedladdningsbart innehåll för spelet är under utveckling.

## Release och marknadsföring
Lady Dimitrescu, en karaktär som ökade i popularitet innan spelet släpptes, visades flitigt i reklammaterial och varor innan spelet lanserades. För att marknadsföra spelet avslöjade Capcom att ett speciellt lotterievenemang skulle hållas för att ge bort ett gratis Resident Evil Village pussel i akryl som kunde läggas till genom att tweeta hashtaggen #VILLAGE予約. Den 3 mars meddelade AMD att PC-versionen skulle ha möjlighet till ray tracing och AMD FidelityFX. Resident Evil Village var det utvalda omslagsspelet i aprilnumret 2021 av Game Informer. Den 30 april 2021 släpptes en dockteater med de fyra härskarna på YouTube, där varje docka hävdade att de inte är läskiga. Den 11 maj 2021 släppte Capcom en video som visade en bakom kulisserna på deras YouTube-kanal om att arbeta med spelets temalåt, "Village of Shadows".